# Steven Nzonzi
Steven Nkemboanza Mike Nzonzi (* 15. Dezember 1988 in La Garenne-Colombes) ist ein französischer Fußballspieler. Der defensive Mittelfeldakteur hat kongolesische Wurzeln und steht seit September 2021 bei al-Rayyan SC unter Vertrag. Bei der Weltmeisterschaft 2018 in Russland wurde er mit der französischen Nationalmannschaft Weltmeister.

## Sportlicher Werdegang
Nzonzi wurde in der Peripherie der französischen Hauptstadt in Colombes geboren. Ab dem Alter von nur fünf Jahren begann er, für Sporting Levallois gegen den Ball zu treten, und fünf Jahre später wurde er in das „Camp des Loges“, die Kinder- und Jugendschule von Paris Saint-Germain, aufgenommen. Dort agierte der groß gewachsene Nzonzi zunächst auf der Stürmerposition und anschließend als offensiver Mittelfeldspieler. Sesshaft wurde er bei dem Pariser Renommierverein aber nicht und so wechselte er im Juli 2002 zum normannischen CA Lisieux, wo er allerdings genauso nur ein Jahr verbrachte wie danach beim SM Caen und der AS Beauvais.
Im Sommer 2005 folgte mit dem nordfranzösischen SC Amiens der nächste Verein. Dort sammelte Nzonzi zunächst Erfahrung in der Amateurliga CFA und nach einer ersten Einwechslung im französischen Pokal gegen Raismes-Vicoigne (7:0) kam er am 15. April 2008 gegen den korsischen Verein SC Bastia (0:1) zu seinem Debüt in der Ligue 2. Nach insgesamt drei Ligaauftritten zum Ende der Saison 2007/08 stattete ihn der SC Amiens mit einem Profivertrag aus und Nzonzi bekleidete in der anschließenden Spielzeit 2008/09 gleich 34 Mal die Rolle des zentral-defensiven Mittelfeldspielers. Obwohl der Klub am Ende mit dem Abstieg den Gang in die Drittklassigkeit antreten musste, zollte ihm die Fachwelt Anerkennung für die gezeigten Leistungen und schnell mehrten sich die Gerüchte über einen bevorstehenden Wechsel nach England.
Im Juli 2009 stellte der englische Erstligist Blackburn Rovers Nzonzi als Neuzugang vor; über die Höhe der Ablösesumme behielten die beteiligten Parteien Stillschweigen. Schnell zeigte sich der Neuling als große Verstärkung im Team der „Rovers“. Mit 33 Ligaeinsätzen hatte der „kleine Vieira“ – neben der ähnlichen Spielweise gab Nzonzi an, Vieira seit dem Gewinn der WM 1998 als Idol nachgeeifert zu haben – erheblichen Anteil an dem sicheren zehnten Mittelfeldplatz in der Premier League. Besondere Beachtung fand sein Weitschusstor gegen den FC Everton kurz vor Ende der Spielzeit 2009/10 und für seine Leistungen ehrte ihn sein Klub anschließend als besten Spieler der abgelaufenen Saison. Zudem statteten die Rovers ihren neuen Hoffnungsträger im August 2010 mit einem neuen langfristigen Fünfjahresvertrag aus. Zur Saison 2015/16 wechselte Nzonzi zum FC Sevilla.
Am 14. August 2018 schloss er sich der AS Rom an. Nur ein Jahr später wechselte er auf Leihbasis zu Galatasaray Istanbul in die türkische Süper Lig. Bis zum Ende der Saison 2019/20 hatte Galatasaray eine Kaufoption in Höhe von 16 Millionen und eine Option für ein weiteres Leihgeschäft, welche 500.000 Euro betragen hätte. Am Ende der Saison 2020/21 hatte Galatasaray eine weitere Kaufoption in Höhe von 13 Millionen Euro. Nzonzi wurde Mitte Dezember auf unbestimmte Zeit von Cheftrainer Fatih Terim suspendiert. Der Grund sei disziplinloses Verhalten während einer Trainingseinheit gewesen. Galatasaray Istanbul löste den Leihvertrag mit Nzonzi Ende Januar 2020 auf.
Infolgedessen wurde Nzonzi von der AS Rom gegen Ende der Transferphase an Stade Rennes ausgeliehen. Nach Ablauf dieser Leihe wechselte er ablösefrei nach Katar zu al-Rayyan SC.

## Französische Nationalmannschaft
Nach erfolgreichem sportlichen Durchbruch in der höchsten englischen Spielklasse nominierte ihn Frankreichs U-21-Trainer Erick Mombaerts erstmals im Oktober 2009 für die anstehenden Europameisterschaftsqualifikationsspiele. Dort feierte Nzonzi gegen Malta (2:0) seinen Einstand und ließ vier Tage später gegen Belgien (0:0) das zweite Spiel folgen.
Im November 2017 debütierte Nzonzi in der A-Nationalmannschaft. Mit ihr wurde er bei der Weltmeisterschaft 2018 in Russland Weltmeister.

## Erfolge und Auszeichnungen
Nationalmannschaft
- Weltmeister: 2018
- UEFA-Nations-League-Sieger: 2021

Verein
- Europa-League-Sieger: 2016

Individuelle Auszeichnungen
- Spieler des Monats der Primera División: Januar 2017